# Ug99

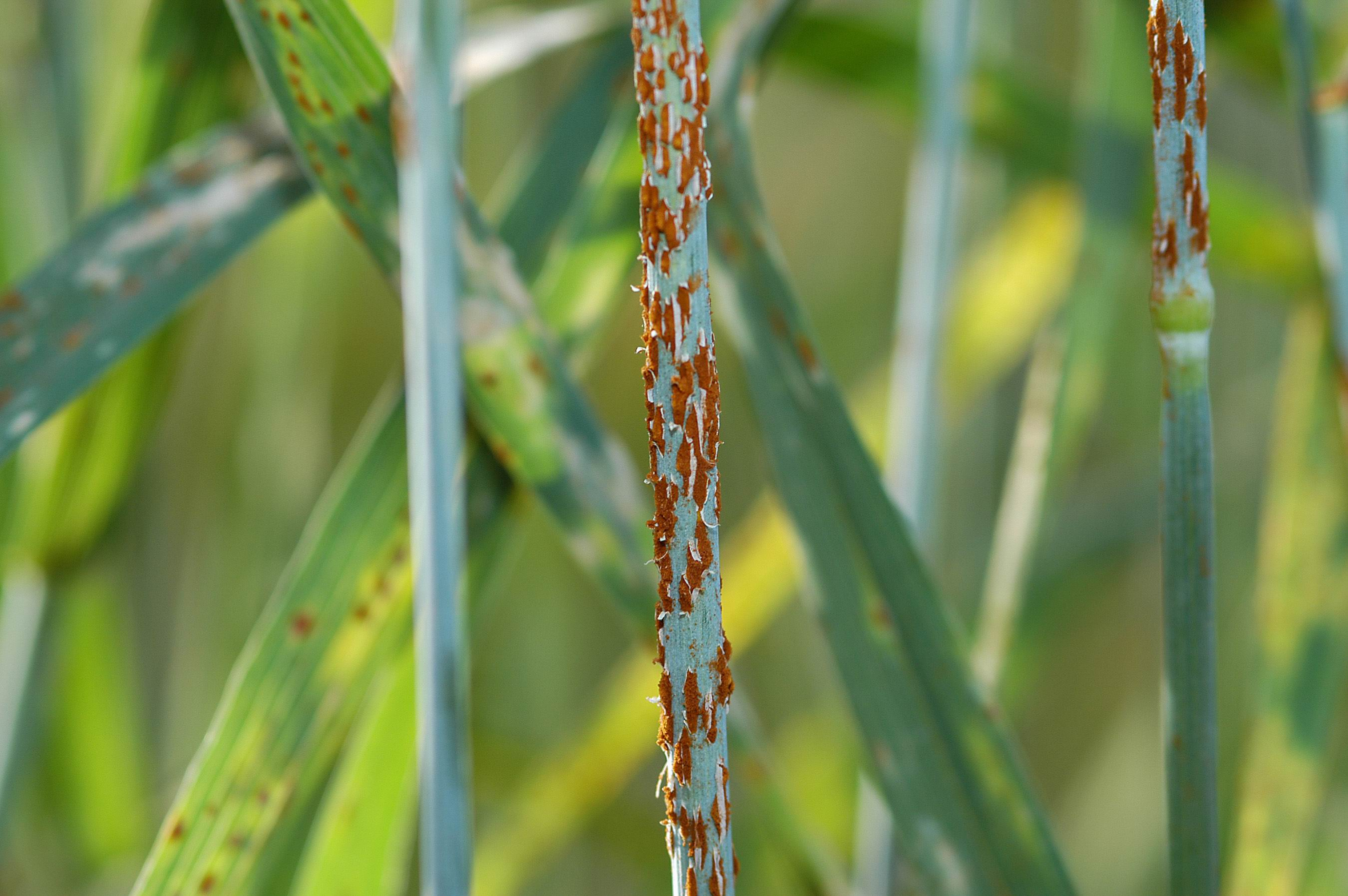
Ug99

Ug99 — штам грибка стеблової іржі пшениці  (Puccinia graminis f. Sp. Tritici), яка присутня на полях пшениці у кількох країнах Африки та Близького Сходу, і прогнозується, що вона швидко пошириться через ці регіони та, можливо, ще далі, потенційно спричинивши катастрофу виробництва пшениці, яка вплине на продовольчу безпеку у всьому світі.
Вперше цей штам був виявлений в Уганді в 1998 році й описаний в 1999 році. З того часу він поширився через Африку на Близький Схід, завдаючи нищівної шкоди посівам пшениці. У 2019 р. група дослідників розкрила основу вірулентності штаму іржі Ug99, вивчивши геном патогену. Знання того, як з'явилися ці патогени, означає, що дослідники можуть краще передбачити, як вони можуть змінитися в майбутньому і як з ними боротися.

## Інтернет-ресурси
- Ug99 stem rust on wheat crops
- Borlaug Global Rust Initiative [Архівовано 23 квітня 2022 у Wayback Machine.]
- RustTracker [Архівовано 12 квітня 2022 у Wayback Machine.]
- FAO [Архівовано 7 січня 2014 у Wayback Machine.]